# 경영학 석사
경영학 석사(經營學 碩士, Master of Business Administration, MBA 또는 Master of Science, MS)는 경영학의 석사 과정에 해당되는 학위를 말하며, 전략관리, 금융, 회계, 마케팅, 인적자원관리, 오퍼레이션관리,서비스 등의 분야로 나뉘어 있다. MBA과정은 이론보다 실무에 더 비중을 두고 교육을 시행하고 있는 반면, MS과정은 이론에 많은 비중을 두고 있다. 이는 두 과정의 교육목표가 상이하기 때문이다. 그러나 국내 경영대학원의 경우, MBA와 MS과정이 서로 커리큘럼을 공유하는 등 활발하게 교류하고 있으며, 경영학 석사라는 칭호를 혼용하고 있다. 법학 전문대학원의 법학 전문석사나 의학 전문대학원의 의무 전문석사처럼, MBA는 경영학 전문석사, MS는 경영학 석사로 세분화해서 부를 수 있다. 임원 (Excecutive) 대상 MBA는 EMBA라고 한다.

## 역사
- 1900년에 세계 최초로 다트머스 대학교 턱 경영대학원에서 경영학 석사(MBA)의 모태 상학 석사(Master of Commerce) 과정이 개설 되었다.
- 1908년에 세계 최초로 하버드 경영대학원에서 경영학 석사(Master of Business Administration) 과정이 개설 되었다.
- 1943년에 세계 최초로 시카고 대학교 부스 경영대학원에서 최고경영자 석사(Executive MBA) 과정이 개설 되었다.
- 1957년에 유럽 최초로 인시아드(INSEAD)에서 MBA 과정이 개설 되었다.
- 1964년에 영국 최초로 맨체스터 경영대학원(Manchester Business School)과 런던경영대학원(London Business School)에서 MBA 과정이 개설 되었다.
- 1963년에 대한민국 최초로 고려대학교 경영대학원(Korea Business School)에서 MBA 과정이 개설 되었다.

## 구성
MBA는 여러 형태가 있는데 크게 유럽방식의 1년 또는 1년 6개월 과정의 MBA와 미국방식의 2년 과정이 있으며 고위직 관리자를 위한 Executive MBA (EMBA) 과정이 있다.

## 목적
MBA는 경영전문대학원(business school)에서 경영학 이론을 습득하여 실제 상황에 적응하는 훈련을 하는 과정으로 고도의 실무적인 경영훈련을 실시하여 기업경영 엘리트를 배출하는 것을 목적으로 한다.

## 세계경영전문대학원 현황

### 대한민국
- 연세 경영대학원- 2017년 FT 랭킹 세계 43위에 올라있으며, 총 4개 과정으로 이루어져 있다.
  - Global MBA - 평일 주간, 1년 6개월 과정이다.
  - Finance MBA - 평일 저녁, 2년 과정이다.
  - Executive MBA - 격주 금토, 2년 과정이다.
  - AMP 최고경영자 과정 - 주 1회 수업 1년 과정 혹은 주 2회 수업 6개월 과정이 있다.
- 성균관 경영대학원- 2021년 영국 파이낸셜 타임스(이하 FT) Global MBA(주간) 평가에서 세계 35위라는 역대 최고 기록을 세웠다.
  - Global MBA - 평일 주간, 1년 6개월 과정이다.
  - Professional MBA - 평일 저녁, 2년 과정이다.
  - Executive MBA - 평일 저녁과 주말, 2년 과정이다.
- 고려 경영대학원-2013년 국제경영대학발전협의회의 종합순위에서 81위에 올라있다.
  - 고려 경영대학원은 코리아 MBA과정과 이그제큐티브(Executive) MBA과정으로 운영하고 있다.
    - 코리아 MBA: 1963년 국내 최초로 개설되었고, 2년 야간과정으로 진행.
    - 이그제큐티브 MBA: ELITE 프로젝트(수강생의 정규 이론을 기업 문제에 적용), CARE 프로그램(재학생과 졸업생이 들을 수 있는 특강 수업) 등이 있다.
- 서울 경영대학원
  - 주간 MBA과정인 SNU MBA, 글로벌 MBA(8월 입학 16개월 과정)와 주말집중과정인 이그제큐티브 MBA(EMBA°3월 입학 2년제 과정)를 운영하고 있다.
    - SNU MBA(금융 MBA 트랙과 일반경영 트랙), 글로벌 MBA(전 과정이 영어로 진행)
    - 이그제큐티브 MBA: 기업 임원과 관리자급을 대상으로 진행, 기업에서 파견하는 지원자만 등록 가능
- 서강 경영대학원
  - MBA 학위과정(주간/야간/주말/경영컨설팅), 경영학 박사, 글로벌서비스경영학과(GSM) 석/박사 과정등을 운영하고 있다.
    - 주간 MBA(전 강의가 영어로 진행), 일반트랙(수료기간 2년에 재학생에게 경영학 심층학습 제공), 산학협력트랙(수료기간 1년 6개월, 국내 기업의 실무 인력 양성)
    - 야간 MBA(만 2년 이상의 경력자의 학위과정), 주말 MBA(다양한 특강을 통해 경영자에 맞는 소양을 습득), 경영컨설팅 MBA(인사°재무°전략°마케팅분야 전문가들의 정규 교과과정)
    - 글로벌서비스경영학과(서비스시스템, 금융서비스)
- 한양 경영대학원-2008년 한국경영교육인증원(KABEA) 인증과 2010년 국제경영대학발전협의회 인증을 획득했다.
  - 한양대 MBA '실용학풍을 통해 글로벌 전문인력을 육성하는 아시아태평양 지역의 선도대학'이라는 비전을 갖고 지도자 리더십°창의적 문제해결능력°전문성 인재의 양성을 목표)
    - 글로벌 MBA(기업의 미래CEO 육성), 의료경영 MBA(의료경영전문가 육성), 전략프로젝트경영 MBA(프로젝트경영 전문가 육성)
    - YES MBA(차세대 오너(owner) 경영자 육성), 금융투자 MBA(금융 및 투자전문가 육성), 컨버전스경영 MBA(경영혁신과 신사업 개발을 주도할 컨버전스경영 전문가 육성)
- 이화여자 경영대학원-여자대학교로는 세계에서 유일하게 전 과정에서 세계경영대학협회(AACSB) 인증을 받았다.
  - 이화여대 MBA(최근 연구역량 평가에서 1위)
    - 이화여대 MBA: 교과과정은 씨티은행, 삼정 KPMG, 아모레퍼시픽 등의 산업체와 함께 개발해 강의를 진행
- 중앙 경영대학원
  - 글로벌 MBA(주간)와 CAU리더 MBA(야간/주말)과정으로 구성된다.
    - 글로벌 MBA: CAU 파이낸스(인턴십 프로그램, 국제금융자격증(CFA, FRM 등) 준비반 운영)
    - CAU리더 MBA: CAU-푸단 파이낸스(Fudan, 금융°재무에 대한 전문 지식과 현장 경험을 갖춘 중국 금융 전문가를 양성), CAU-푸단(1년은 중앙대에서 경영학심화 모듈을 수학, 나머지 1년간 푸단대학에서 경제학 석사 수료) 등 3개 과정)
- 건국 경영대학원
  - 건국대 MBA와 TOP MBA, MOT MBA과정으로 운영된다.
    - TOP MBA: 바쁜 직장인을 위해 주중/야간과 토요일에 각각 한 번씩 출석하도록 설계
    - MOT MBA: 이공계 인력을 양성하기 위한 교육 프로그램
- 동국 경영대학원
  - 동국 MBA와 기업가정신 MBA, 팜(Pharm) MBA, 리더십 MBA과정으로 되어있다.
    - 동국 MBA(글로벌 역량을 높이는데 목표)
    - 기업가정신 MBA(창업 및 가업승계 등 혁신적이며 창의적인 기업가정신을 추구(벤처창업, 벤처파이낸스, 프랜차이징 등)), 팜(Pharm) MBA(제약 및 약업 환경에 능동적으로 대응할 전문가 양성), 리더십 MBA(한국 사회의 각 분야를 이끌어갈 리더육성을 위 해 개설된 과정)
- 이하 여러 대학교에도 경영전문대학원이 개설되어 있다.

### 세계

#### 이탈리아
- 보코니 대학교#SDA Bocconi

## 세계 MBA 종합순위
영국 세계대학 평가기관 QS MBA순위, 세계 경영대학원 전공별, 국가별 순위를 매해 발행한다.
https://www.topmba.com/mba-rankings/home 보관됨 2017-01-28 - 웨이백 머신
영국 파이낸셜 타임즈 (Financial Times)순위
2013년도 세계경영대학원의 순위: http://rankings.ft.com/businessschoolrankings/global-mba-ranking-2013보관됨+2013-06-30+-+웨이백+머신

## 같이 보기
- 경영대학원
- 경영학 학사
- 경영학 박사
- 국제재무분석사(CFA)
- 미국공인가치평가사(CVA)
- 국제재무설계사(CFP)
- 국제가치평가사(ICVS)
- 국제재무위험관리사(FRM)
- 미국 세무사(EA)
- 프로젝트 관리 전문가(PMP)
- 최고재무책임자
- 전문 인증
- en:Professional certification (business)
- 법무박사 (J.D.)
- 의무박사 (M.D.)